# La via dei re
La via dei re (titolo originale The Way of Kings) è un romanzo dello scrittore statunitense Brandon Sanderson, appartenente al genere dell'epic fantasy, pubblicato negli Stati Uniti il 31 agosto 2010 dalla Tor Books. Rappresenta il primo volume della saga delle "Cronache della Folgoluce" (The Stormlight Archive, nell'edizione originale).
Il romanzo ha vinto il Whitney Award 2010 nelle categorie: Novel of the Year (Adult Fiction) e Speculative Fiction e il David Gemmell Awards for Fantasy 2011

## Sinossi
Il libro si apre con un preludio in cui, con il punto di vista di Kalak, viene mostrato cosa succede alla fine di quella che sarà nota al mondo come l'Ultima Desolazione, l'ultimo attacco dei Nichiliferi contro i regni degli uomini. L'Araldo cerca i suoi nove compagni ma trova ad aspettarlo solamente Jezrien intorno ad un cerchio di sette spade nel luogo che i Dieci prima della battaglia avevano scelto come punto di ritrovo. Dopo averlo raggiunto Kalak con vergogna rivela di non voler tornare, che non è in grado di farlo. Nessuno dei due menziona a quale posto si riferiscano, limitandosi ad accennare ad un luogo di sofferenze a cui tutti gli Araldi devono tornare alla fine delle Desolazioni siano essi caduti in battaglia o sopravvissuti. Jezrien rassicura Kalak dicendo che lui è stato scelto che non c'è bisogno di tornare e che hanno deciso di abbandonare il Giuripatto: basterà lasciare la propria Lama in quel cerchio di pietre. Davanti ai dubbi del suo compagno, Jezrien afferma che accettare quel fardello è stata una loro scelta e che quindi possono scegliere di disfarsene e comunque, secondo Ishar, uno degli Araldi, finché uno dei Dieci rimane legato al Giuripatto esso non potrà venir meno e che comunque l'umanità può contare sui Radiosi, cavalieri armati con le mitiche Stratolame e Stratopiastre addestrati per servire loro. Così anche Jezrien e Kalak abbandonano le loro Lame e il loro compagno Talenel, l'unico che è caduto in combattimento e che quindi stato costretto a tornare.
Al preludio segue un prologo dove viene narrato l'omicidio di Re Gavilar Kholin, Re di Alethkar, per mano di Szeth-figlio-figlio-Vallano, un misterioso membro del popolo shin che viene assoldato dal popolo dei Parshendi per assassinare il monarca alethi durante la cerimonia di alleanza tra di essi e Alethkar. La morte di Re Gavilar scatena la guerra tra Parshendi e Alethi sulle Pianure Infrante. Questo conflitto fa da sfondo alle azioni dei personaggi.
Il libro è diviso in cinque parti intervallate da tre interludi. Questi ultimi sono delle sezioni in cui sono narrati punti di vista di personaggi minori, che compaiono in genere per un capitolo. Nelle altre sezioni i punti di vista principali sono quelli di Kaladin, alethi occhiscuri dalle vicende burrascose, Shallan Davar, giovane nobildonna vediana in viaggio per ristabilire le fortune della sua famiglia, e Dalinar Kholin, fratello di Re Gavilar e altoprincipe alethi, sconvolto da sogni e visioni.
Protagonista del libro è 'Kaladin, l'unico personaggio dotato di capitoli flashback sul suo passato.
Il libro si compone di un preludio, un prologo, settantacinque capitoli, un epilogo e tre interludi con tre capitoli ciascuno. I capitoli degli interludi sono esclusi dal conteggio dei capitoli delle cinque parti in cui si divide il volume.
I personaggi con punti di vista sono quindici.

## Il mondo delle Cronache della Folgoluce

### Roshar
La Via dei Re è ambientato nel continente di Roshar, una gigantesca Pangea circondata da alcune isole. Si tratta di un mondo dominato da fortissime tempeste, la cui incidenza sulla vita umana, animale e vegetale è tale che la tecnologia, la fauna e la flora stesse si sono sviluppate ed evolute per resistere e reagire a questo genere di fenomeni atmosferici, definiti come "altetempeste" (highstorms). Caratteristica delle altetempeste è di avere origine solo da Oriente e di muoversi verso Occidente, perdendo forza lungo il tragitto tanto che Shinovar, la terra più occidentale del continente, dimostra una flora e una fauna simile alla nostra. Le zone orientali del continente sono note come Folgoterre dagli abitanti che le vedono come la barriera che difende le più deboli terre occidentali.
Roshar è suddiviso in una pluralità di regni dalle dimensioni variegate e ognuno con le proprie tradizioni e culture, spesso estremamente differenti: nelle terre vorin il mestiere delle armi è il più nobile impiego a cui possa aspirare un uomo mentre all'estremo opposto si trova Shinovar, dove i soldati sono visti come l'ultima e peggiore classe della società. La regione orientale risulta quella più omogenea dato che qui si ergono i quattro regni, nel libro si accenna ad un quinto ma non è nominato, di Jah Keved, Alethkar, Kharbranth e Natanatan uniti nella fede verso il vorinismo e per questo sono anche detti regni vorin. Jah Keved e Alethkar sono i regni ritenuti i più potenti perché i più dotati degli Strati. Ci sono comunque numerosi popoli differenti non solo dal punto di vista culturale ma anche dal punto di vista fisico, tutti comunque sono ritenuti esseri umani.
Una menzione particolare va riservata ai Parshi e ai Parshendi. I primi sono i membri di un popolo di servi che lavora in quasi tutta Roshar, visti più come animali da lavoro che come esseri umani per via del loro atteggiamento dismesso e umile. I secondi sono un popolo di recente scoperta di cui non si conosce quasi nulla. Sono ritenuti parenti dei Parshi tuttavia a differenza di essi dimostrano una struttura fisica più imponente caratterizzata dalla presenza di un carapace a forma di armatura che gli cresce sul corpo e una società con un'anima profondamente culturale. Sono fisicamente più forti e veloci di un uomo normale. Della loro società non si conosce quasi nulla se non che paiono nutrire un rispetto estremamente profondo per i morti, tanto da non toccarli, che combattono a coppie e che sono dotati di Stratoguerrieri. Non sono noti i loro capi ne la loro forma di governo. Sono stati loro a commissionare l'omicidio di Re Gavilar ma non hanno mai fornito spiegazioni al riguardo.

### Alethkar
Alethkar è uno dei regni vorin ed è uno dei più orientali. Si estende da nord a sud per tutta la lunghezza di Roshar, confinando a nord-ovest con Herdaz e a ovest con Jah Keved. I confini orientali sono delimitati dalle colline indipendenti oltre la quale si estende un'imponente catena montuosa mentre a sud si estendono le Terre Gelide. Nessuna di queste due zone sembra avere una forma di governo propria. Di recente Alethkar si è espansa nelle Terre Gelide venendo a contatto con il popolo dei Parshendi a sud della Pianure Infrante. All'epoca degli eventi narrati ne La via dei Re Re Elhokar Kholin sta guidando una campagna, che dura ormai sei anni, contro i Parshendi nelle Pianure Infrante dove sono tenuti assediati. Alethkar sorge sul territorio che una volta era occupato dal Regno di Alethela. La sua capitale attuale è Kholinar. Insieme a Jah Keved è il regno con il maggior numero di Strati.
Alethkar è stata per molti secoli un territorio diviso tra i suoi dieci principati dominati ciascuno da un altoprincipe: il suo ultimo sovrano era stato Creasole, colui che aveva posto fine al dominio della Chiesa sui regni vorin mascherandone le mistificazioni. Tutto questo era avvenuto secoli prima degli avvenimenti narrati nei libri. In un tempo molto più vicino, circa una decina di anni prima, Gavilar Kholin, Altoprincipe di Kholinar, è riuscito al termine di una sanguinosa guerra a unificare tutti i principati e a farsi riconoscere Re. Riuscì nella sua impresa grazie all'aiuto di Torol Sadeas, Altoprincipe del Principato di Sadeas, e di Dalinar Kholin, il suo stesso fratello, leggendario Stratoguerriero conosciuto come lo Spinanera. Quando Gavilar assunse la carica di sovrano il principato di Kholinar passò di diritto a suo fratello Dalinar. Gli ultimi anni di governo di Gavilar sono riconosciuti come deboli dato che si mostrò poco propenso alle normali attività da alethi. Una volta scoperti i Parshendi, Gavilar si interessò molto a loro e fu sua volontà il trattato di alleanza con il nuovo popolo. Furono gli stessi Parshendi a far assassinare Gavilar Kholin la notte stessa in cui venne sottoscritto il trattato di alleanza. Da allora gli Altoprincipi alethi guidati dal figlio e successore di Gavilar, Re Elhokar Kholin, assediano i Parshendi in una sanguinosa guerra nelle pianure infrante. Benché nei campi militari alethi sulle Pianure regni la pace, in patria i vari luminobili si affrontano in continue scaramucce di confine.
Come regno vorin, Alethkar riconosce la divisione della società in due gruppi occhichiari e occhiscuri. I primi sono i vertici della società alethi mentre i secondi sono principalmente la massa di popolani. I due gruppi si dividono gerarchicamente a loro volta in dahn per gli occhichiari e in nahn per gli occhiscuri. Queste sono divisioni gerarchiche strutturate su otto livelli la cui importanza aumenta al decrescere del numero: gli occhichiari di primo e secondo dahn sono i nobili al più alto livello della società mentre quelli di ottavo dahn sono cittadini liberi che comunque devono aggregarsi a qualcuno di più forte per sopravvivere; gli occhiscuri di primo nahn hanno la possibilità di sposare membri di famiglie occhichiari mentre quelli di ottavo nahn sono poco meno di schiavi. Almeno per quanto riguarda i nahn, si sa che non si tratta di caste ma che è possibile crescere di livello pagando come ha fatto la famiglia di Kaladin che è riuscita ad arrivare al secondo nahn. Sposare un occhichiari non cambia lo status dello sposo o della sposa occhiscuri che quindi può essere inferiore di grado ai suoi stessi figli se questi nascono occhichiari. L'unico modo di diventare occhichiari è vincere una Stratolama tuttavia si tratta di un evento tanto raro da essere ritenuto leggendario.
Nella società alethi un segno distintivo tra occhichiari e occhiscuri è il divieto assoluto per i secondi di armarsi con una spada e di usare esclusivamente armi in asta per gli uomini. Per le donne in genere la differenza è data che le donne occhiscuri dovendo lavorare non coprono la mano sinistra, la manosalva, con lunghe maniche abbottonate ma si limitano ad indossare dei guanti. Nascondere la manosalva è un gesto di pudicizia per le seguaci della religione vorin.

### Gli Araldi
Con il termine Araldi dell'Onnipotente, o solo Araldi, secondo la teologia vorin, sono indicati dieci guerrieri, cinque uomini e cinque donne, che in un tempo indefinito strinsero il Giuripatto e si impegnarono a difendere l'Umanità dal Ciclo delle Desolazioni, gli attacchi effettuati dai Nichiliferi e dalle loro creature. Le loro armi, a detta dell'Araldo Kalak sono infinitamente più potenti delle Stratolame. I loro nomi sembrano essere leggermente differenti da quelli con cui sono conosciuti all'epoca in cui viene ambientata la storia. La loro scomparsa viene spiegata come un ritorno presso l'Onnipotente in attesa che coloro che si distinguono nelle loro Glorie e Vocazioni li raggiungano per formare l'immensa schiera che un giorno riconquisterà le Sale della Tranquillità ora occupate dai Nichiliferi.
- Jezrien: è l'Araldo incaricato dal gruppo di superstiti di attendere Kalak al termine di quella che verrà chiamata Ultima Desolazione. Ha un innato atteggiamento regale e in passato si suppone sia stato un monarca. Nonostante ciò viene presentato come un uomo provato dal destino che sembra attendere gli Araldi dopo ogni Desolazione. Accetta di abbandonare il suo ruolo e la sua spada, affermando che così come ha scelto di aderire al Giuripatto è libero di liberarsi da esso. Non sembra essere particolarmente preoccupato dal futuro incerto che attende l'Umanità. Accenna ad una possibilità per loro, gli Araldi, di porre fine al Ciclo delle Desolazioni ma non specifica cosa voglia dire. Insieme a Kalak è l'unico Araldo a comparire nel libro con certezza. Nel Palazzo di Gavilar, Szeth riconosce la statua di un Araldo che nomina Jezerezeh e Sigzil del Ponte Quattro, un Cantamondo, conferma che Jezerezeh'Elin è il nome alethi dell'Araldo Jezrien. Viene considerato il Re degli Araldi.
- Kalak: è il primo personaggio e il primo punto di vista a comparire nel libro. Fa la sua apparizione mentre cerca di raggiungere il luogo che lui e i suoi compagni avevano stabilito ove ritrovarsi alla fine della Desolazione. Si rivela particolarmente sofferente verso il destino che lo attende tanto da chiedere a Jezrien la possibilità di non dover tornare al luogo cui sono destinati, un luogo di atroci sofferenze. Dopo aver parlato con il suo compagno decide di abbandonare la sua spada e il suo compagno Talenel come gli altri. Afferma di essere rimasto vittima di un tuonoclasta durante precedenti Desolazioni. Insieme a Jezrien è l'unico Araldo a comparire certamente nel libro. Nel Palazzo di Gavilar, Szeth riconosce la statua di un Araldo che nomina Kelek e questo nome è ripetuto più volte nel libro ma non si conosce se questo nome corrisponda all'Araldo Kalak.
- Talenel: chiamato anche Taln dai suoi compagni, a detta di Kalak è appassionato di scontri impegnativi e impossibili, cosa che lo porta a perdere spesso la vita durante le Desolazioni. Risulta l'unico caduto dei Dieci Araldi durante l'Ultima Desolazione e quindi è costretto a tornare senza scelta al luogo di sofferenza che attende gli Araldi e per questo non può prendere parte alla decisione dei suoi compagni che decidono di abbandonarlo, convinti che fintanto che uno di loro sarà legato al Giuripatto esso non possa venir meno, permettendo a loro di abbandonare la loro esistenza di sofferenze. Nel Palazzo di Gavilar, Szeth riconosce la statua di un Araldo che nomina Talenelat e uno dei pontieri del Ponte Quattro si affida alla protezione di Talenelat'Elin, che sopporta ogni tormento durante la prima sortita cui partecipa Kaladin ma non si ha la certezza che questi nomi corrispondano all'Araldo Talenel. Potrebbe essere comparso alla fine del libro.
- Ishar: probabilmente un Araldo, anche se non ci sono conferme. Viene citato nel discorso tra Jezrien e Kalak come colui che propone l'idea che fintanto che uno dei Dieci sarà legato al Giuripatto, non potrà esso venir meno. Nel Palazzo di Gavilar, Szeth riconosce la statua di un Araldo che nomina Ishi ma non si conosce se a questo nome corrisponde l'Araldo Ishar. Solo citato.
- Shalash: Araldo dell'Onnipotente, non si conosce niente di lui nemmeno il nome originale. Viene citato perché Szeth durante l'assassinio di Re Gavilar rimane sorpreso di non trovare la sua statua insieme a quella dei suoi compagni, nonostante la forte fede vorin del primo Re Kholin
- Nalan: Araldo dell'Onnipotente. Non si conosce nulla di lui, nemmeno il nome originale. Viene citato da Kaladin perché un'incisione su un pugnale Parshendi ricorda un'immagine che potrebbe riferirsi a lui o a Jezerezeh.

### I Cavalieri Radiosi
Sono così noti i membri, uomini e donne, dei dieci Ordini che assistettero gli Araldi durante le Desolazioni contro i Nichiliferi. Sono gli originali utilizzatori degli Strati anche se Dalinar Kholin durante le sue visioni nota come le loro Stratopiastre brillavano in una maniera a lui sconosciuta e che erano in grado di librarsi in volo. Loro residenza pare fosse la città leggendaria di Urithiru ad Alethela, il Regno Argenteo che sorgeva nel territorio occupato dalla moderna Alethkar, anche se forse non era il loro luogo di origine.
Dopo Aharietiam, l'Ultima Desolazione, gli Araldi abbandonarono Roshar e fecero ritorno presso l'Onnipotente in attesa del giorno in cui riconquistare le Sale della Tranquillità ma non furono seguiti dai Radiosi che rimasero con gli uomini per un certo periodo di tempo fino alla Ritrattazione. Si tratta di un episodio oscuro nella storia di Roshar, visto come un tradimento dei Radiosi nei confronti dell'Umanità e per questa ragioni ogni argomento che parli di loro viene visto con sospetto e ostilità. Nel periodo in cui si svolge la storia, anno 1173, i Cavalieri Radiosi sono denominati Radiosi Perduti per marcare questa situazione
Pare non ci fossero restrizioni di sesso o di origine per chi volesse entrare nei Dieci Ordini e, in una delle visioni di Dalinar, due Cavalieri affermano che chiunque abbia capacità nel combattere e voglia difendere il genere umano dovrebbe dirigersi verso Urithiru. Pare che esistesse una autorità che stabiliva chi poteva essere accettato negli Ordini.
Ne La Via dei Re sono citati due dei dieci Ordini: i Guardapietra e i Corrivento. Del primo si conosce il nome di un membro, Talatin, citato negli appunti di Jasnah Kholin mentre del secondo negli appendici del libro viene rivelata la capacità di usare due dei tipi primari di Vincolaflussi, i cui effetti erano noti come le Tre Sferzate. In una delle visioni di Dalinar, Nohadon cita un Vincolaflussi di nome Alakavish che definisce poco giudizioso per aver scatenato un conflitto tra gli uomini prima della Desolazione. Tuttavia non si conosce se appartenesse ad uno degli Ordini di Radiosi.
A detta di Jasnah Kholin esistevano due Ordini i cui membri avevano la capacità di Animutare. Gli Animutanti furono creati in base alle osservazioni dei poteri dei Radiosi.
Sempre secondo le parole di Jasnah Kholin, i Radiosi dovevano le loro abilità ad un qualche tipo di legami con certe tipologie di Spren.
Non si conosce la loro organizzazione, la loro storia o i loro effettivi. In una delle sue visioni Dalinar osserva trecento Cavalieri Radiosi membri dei Guardapietra e dei Corrivento ma non si conosce se al momento essi erano la totalità degli effettivi dei due Ordini. Ognuno di quei trecento tra uomini e donne era uno Stratoguerriero completo.
Si dice che si rifacessero a cinque Ideali, dei motti che ispiravano le loro azioni. Teft afferma che solo il primo era uguale per tutti ma Kaladin recita anche un secondo senza sapere se appartenesse a tutti gli Ordini o a uno solo.
- Primo Ideale: Vita prima della morte. Forza prima della debolezza. Viaggio prima della destinazione
- Secondo Ideale: Proteggerò coloro che non possono proteggersi da soli

### Strati e Stratoguerrieri
Con il termine di Strati si intendono le magiche armi, Stratolame, e armature, Stratopiaste, che in origine appartenevano ai dieci ordini di Cavalieri Radiosi, i guerrieri che assistettero gli Araldi nelle battaglie contro i Nichiliferi. Dopo la Ritrattazione e la Caduta dei Radiosi, gli Strati passarono agli uomini comuni e coloro che li possiedono sono noti con il nome di Stratoguerrieri. Uno di questi combattenti è un vero e proprio esercito, quasi impossibile da fermare se non da un altro Stratoguerriero.
Le Stratolame (Shardblades, in originale) possono tagliare ogni materiale senza mai fermarsi se viene tenuta in costante movimento. Solo a contatto con la carne viva la spada tremola uccidendo il suo bersaglio recidendoli l'anima, come credono le popolazioni di Roshar, trapassandolo senza arrecare danno al corpo. A differenza di oggetti inanimati, un corpo non può essere fatto a pezzi prima che esso sia morto. Non necessariamente un colpo di Stratolama è mortale: se a essere colpito è un arto, il possessore rimarrà in vita benché da allora sarà impossibilitato a usare la parte del corpo colpita. Le Stratolame sono armi, anche gigantesche, che normalmente non sono materializzate. Per richiamarle si necessità della precisa volontà del possessore, quindi se a seguito di urto lo Stratoguerriero perde involontariamente la presa sull'arma essa si smaterializza, e del tempo che il cuore di una persona piega a fare dieci battiti. Più si è agitati, più è impellente il bisogno e più il cuore batte veloce prima una Stratolama farà la sua comparsa. Le Stratolame rimangono materiali senza la volontà del loro padrone solo quando questi muore, e quindi attendono di essere colte da qualcun altro, o se sono tenute in posizione di riposo conficcate nel terreno. Una credenza alethi afferma che se un occhiscuri conquista una Stratolama diverrà un occhichiari, mutando lo stesso colore degli occhi.
Le Stratopiastre (Shardplates, in originale) sono armature di piastre complete senza punti deboli. Diversamente da un'armatura a piastre normale esse infatti non mostrano alcuna apertura perché piastre di dimensioni più piccole si saldano a quelle maggiori avvolgendo completamente il possessore. L'unica apertura, e punto debole, e la visiera con l'apertura per gli occhi. L'unico altro modo di ferire un uomo con Stratopiastra è quello di fare a pezzi la sua armatura. Solo le Stratolame sono in grado di trapassare Stratopiastre ma difficilmente ciò è possibile con un colpo solo. Le Stratopiastre potenziano e amplificano le capacità del possessore senza tuttavia farne il lavoro al posto suo o migliorandone le capacità e quindi un combattente si stancherà comunque, benché sarà in grado di brandire armi proibitive per il peso o per la forza necessaria per un uomo normale. Le Piastre sono alimentate con cristalli infuse di Folgoluce che trasuda da esse in caso di parti colpite. A causa del peso eccessivo, l'armatura viene montata partendo dal basso e in caso si perda troppa Folgoluce deve essere rimossa per impedire che blocchi i movimenti del possessore.
Chiunque possegga uno Strato è ritenuto uno Stratoguerriero, non è necessario dover avere entrambi. Uno Stratoguerriero completo, armato di Piastra e Lama, risulta comunque un avversario ostico anche per un avversario che disponga di una sola Stratopiastra. L'Altoprincipe Sadeas si è sempre dovuto ritirare davanti ad essi, disponendo solo di una Piastra. Uno Stratoguerriero completo comunque può essere sconfitto da chi non lo è anche se ciò è un evento estremamente raro per via dell'estrema difficoltà dell'impresa. La tattica più diffusa rimane quella di cercare di sopraffare il nemico con la mera forza del numero e di trascinarlo a terra, anche se vengono visti nel corso del romanzo metodi diversi.
Il valore di uno Strato, in particolare di una Lama, è elevatissimo tanto che per ottenerli si arrivano a scambiare interi regni. Nel periodo raccontato negli eventi, secondo Dalinar Kholin nel mondo non dovrebbero esistere meno di cento Strati. Non c'è una equa divisione di essi, infatti Alethkar e Jah Keved sono i regni ad averne il maggior numero, circa venti a testa, mentre l'altra metà è divisa per il resto di Roshar. Non si sa se in questo conteggio sono contati gli Strati degli Shin e dei Parshendi ne quanti siano posseduti da essi. Scoprire che uno Shin era armato di Stratolama pare essere stata una grande sorpresa per gli Alethi.
Il regno vorin di Kharbranth e i Mangiacorno sono alcuni dei popoli a non possedere Strati. Per i Mangiacorno questa viene vista come una grande umiliazione e spesso capita che i nuatoma dei Mangiacorno scendano ad Alethkar con i loro servitori-parenti e offrano grandi ricchezze in cambio della possibilità di conquistare uno Strato tramite duello. Ciò non è mai avvenuto ma i Mangiacorno sembrano essere fiduciosi.
In alcune delle citazioni all'inizio dei capitoli, si dice che un certo Rayse possegga la coppia di Strati più terribile e pericolosa.

### Il Vorinismo
Il Vorinismo è una delle maggiori religioni del mondo di Roshar. Praticata nella zona orientale del continente essa è maggiormente diffusa nei regni di Jah Keved, Alethkar, Kharbranth e Natanatan che per questa ragione sono chiamati regni vorin. Nel libro viene accennato ad un quinto regno ma non ne viene svelato il nome. Si tratta di un culto monoteista che crede nell'Onnipotente, il creatore dell'Umanità.
Secondo la teologia vorin, il genere umano viveva inizialmente insieme al suo creatore nelle Sale della Tranquillità dalle quali però fu scacciato dai Nichiliferi, creature malefiche nate come reazione alla natura completamente benigna dell'Onnipotente, e costretto a ritirarsi su Roshar. I Nichiliferi però seguirono gli uomini anche qui con l'intenzione di cacciarli dentro alla Dannazione. Tuttavia l'Onnipotente non aveva dimenticato i suoi figli e inviò a difenderli gli Araldi, un gruppo di cinque uomini e cinque donne, armato di armi straordinarie. Gli Araldi organizzarono il genere umano e lo prepararono ad affrontare il loro nemico. Fu così che vennero fondati i dieci Ordini di Cavalieri Radiosi, guerrieri umani di tutte le razze e sessi, che impegnarono la loro vita ad affrontare i Nichiliferi. Per permettere a loro di combattere le mostruose creature di pietra e ombra che accompagnavano le Nemesi dell'Umanità furono creati gli Strati, armi e armature magiche dall'immenso potere. Con l'aiuto degli Araldi, l'assalto dei Nichiliferi, detto Desolazione, fu respinto. E questo avvenne per altre novantanove volte fino alla centesima e ultima Desolazione, Ahrietiam. Durante questo scontro i Nichiliferi furono definitivamente sconfitti e cacciati da Roshar: gli Araldi stessi li inseguirono fino alle Sale della Tranquillità, in attesa che le anime degli uomini vadano a creare un'immensa schiera con la quale riconquistarle e sconfiggere definitivamente i Nichiliferi.
Con la fine delle Desolazioni e la partenza degli Araldi terminò l'Epoca Araldica e dei Regni Argentei. A questo punto però avvenne il primo fallimento del Vorinismo con la Ritrattazione e il tradimento dei Cavalieri Radiosi. Si tratta di un evento poco chiaro che racconta come i Radiosi abbandonarono l'Umanità, lasciandola al suo destino e scomparendo per sempre. La scomparsa dei Radiosi, ora detti Radiosi Perduti, permise che gli Strati si diffondessero presso gli uomini comuni.
A prendere la guida del genere umano, o almeno dei regni vorin, a questo punto fu la Chiesa e il clero che cercarono di sfruttare il sentimento religioso per assumere il controllo. Tenevano il popolo nell'ignoranza più totale e alimentavano il misticismo e le credenze per essere sicuri che il popolo li vedesse come gli unici che avessero il diritto di governare perché investiti dall'Onnipotente stesso. Il periodo di governo della Chiesa viene detto Ierocrazia. A porre un fine a questa situazione furono gli stessi sovrani dei regni vorin, particolare menzione viene data al Re di Alethkar Creasole, che uniti scoprirono e sconfessarono gli intrighi dei sacerdoti e tolsero loro il potere. Fu un periodo difficile e di grande crisi dalla quale i regni riuscirono a resistere solo grazie all'unità della loro fede. La Ierocrazia viene vista come il secondo fallimento del Vorinismo.
Al termine della Ierocrazia, l'organizzazione religiosa fu pesantemente riformata. La Chiesa e il clero secolare vennero cancellati e banditi e al loro posto furono create le Devoterie, associazioni di monache e frati, separate l'una dall'altra, ognuna che si occupa di un aspetto del credo vorinista. Le Devoterie non possono possedere beni di nessuna natura e necessitano per la loro sopravvivenza dell'aiuto dei sovrani temporali. I frati e le monache appartengono ai vari sovrani temporali. Compito delle Devoterie è quello di portare e insegnare alla popolazione il credo del Vorinismo e di fare in modo che gli uomini lavorino attentamente alle proprie Glorie e Vocazioni. Questi sono gli stili di vita e lavori che rappresentano parte dell'Onnipotente stesso e sono l'unico modo per gli uomini di poter andare a far parte di coloro che aiuteranno gli Araldi a riconquistare le Sale della Tranquillità.